# Cross Plains (Texas)
Pour les articles homonymes, voir Cross Plains.
Cross Plains est une municipalité américaine située dans le comté de Callahan, dans l'État du Texas. Selon le recensement de 2010, sa population est de 982 habitants.

## Géographie
La municipalité s'étend sur 1,20 mille carré (3,11 km2). Elle fait partie de la zone métropolitaine d'Abilene.

## Démographie
Lors du recensement réalisé en 2000, il y avait 1 068 personnes, 432 foyers et 285 familles localisées dans la ville. La densité de population était de 343,6 habitants/km². Il y avait 554 immeubles, avec une densité de 178,3 par km².

## Histoire
Dans ses premières années, Cross Plains possédait quelques nécessités, comme une épicerie, une machine à égrener le coton et une minoterie, mais peu d'autres installations. En 1878, le gouvernement des États-Unis installa un office de poste à Cross Plains, ainsi appelée (« Plaines croisées » en français) en raison de sa situation à un carrefour entre une route de diligences et une voie militaire antérieure à la Guerre de Sécession. Il est dit que Robert Lee et Ulysses S. Grant ont campé avec leurs troupes sur les rives de Turkey Creek, à présent connue sous le nom de Treadway Park.

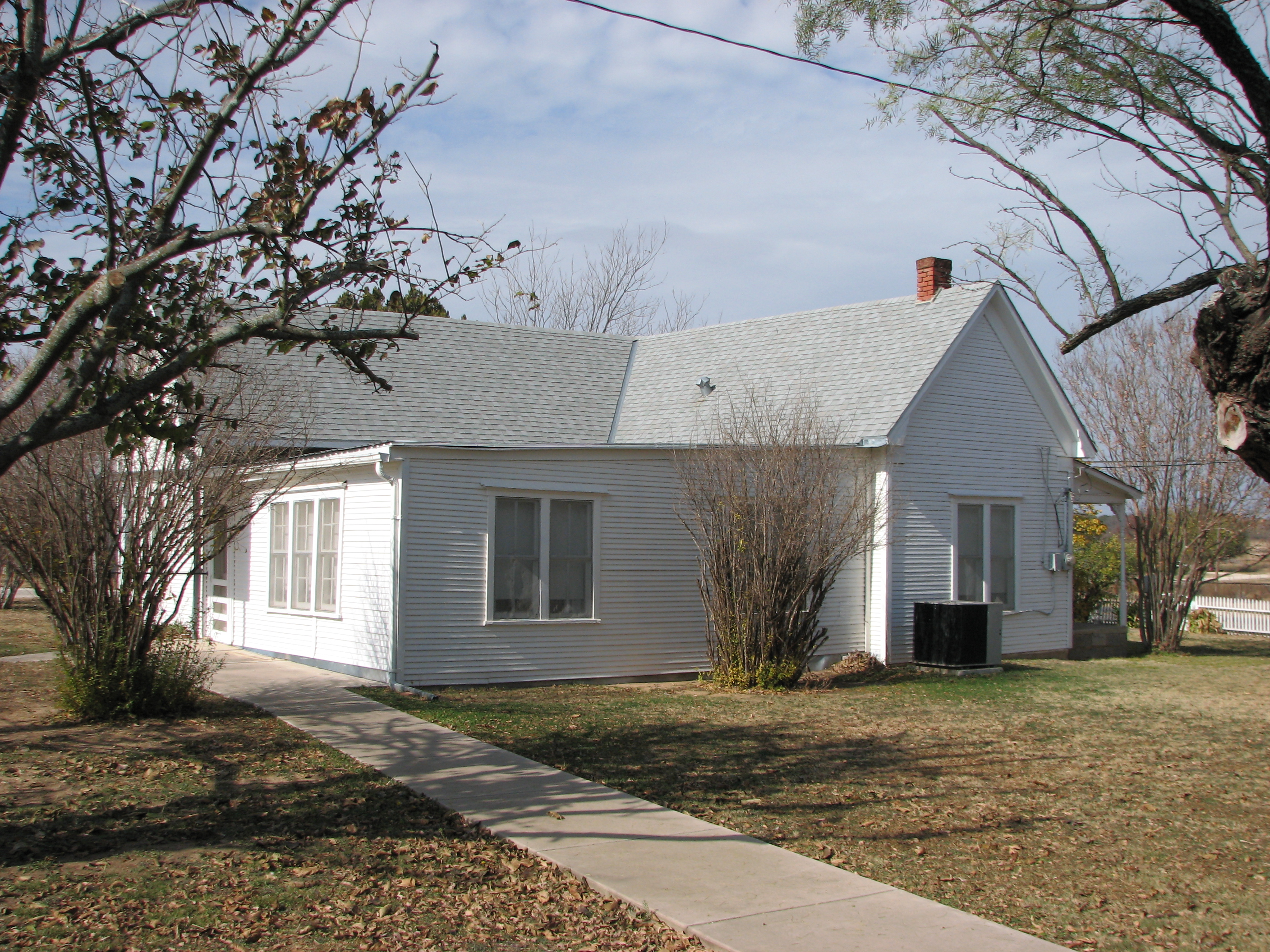
Le musée Robert E. Howard, ancienne maison de l'auteur

Cross Plains a connu deux journaux : le premier, créé en 1902 et nommé The Herald, fit rapidement faillite ; le second, The Cross Plains Review, fut créé en 1909 et continue d'être publié tous les mercredis. La ville fut déplacée de son emplacement original, près des rives de Turkey Creek, à son emplacement actuel en janvier 1911, afin d'anticiper l'arrivée du chemin de fer. Le 1er janvier 1912, le premier train arriva à Cross Plains. Une ruée vers le pétrole eut lieu en 1925, augmentant de façon significative la population. En 1940, Cross Plains comptait plus de 1 200 habitants. Le nombre d'habitants a continué à fluctuer autour de 1 000 depuis les cinquante dernières années.

### L'incendie de 2005
Le 27 décembre 2005, un feu de brousse a détruit 116 maisons à l'intérieur et aux alentours de Cross Plains. Le 29 décembre 2005, le Département de la Sécurité publique du Texas a dénombré 85 maisons, 25 mobile-homes et 6 appartements comme détruits. 36 autres immeubles ont été endommagés. Le bâtiment de l'Église méthodiste unie de Cross Plains a également été détruit par le feu. Deux personnes ont été tuées après avoir été piégées chez elles.
Le feu a commencé à 8 km à l'ouest de la ville, près de l'autoroute 36. Des vents d'Ouest d'environ 50 km/h ont répandu les flammes vers la ville, brûlant un total de 31 km2 de terres.
Le feu a épargné la maison vieille de près d'un siècle (reconvertie en musée) de l'auteur Robert E. Howard, créateur du personnage Conan le Barbare.

### L'incendie de 2010
Un nouvel incendie a ravagé Cross Plains au mois d'avril 2010, sans faire de victimes. Une fois encore, le feu a épargné la maison séculaire de l'auteur Robert E. Howard.

## Robert E. Howard Dayset leBarbarian Festival
Cross Plains a créé un festival appelé Robert E. Howard Days et un autre appelé le Barbarian Festival, qui se tiennent sur la rue principale chaque mois de juin. Le festival est tenu en l'honneur de l'écrivain Robert E. Howard et de son personnage le plus célèbre, Conan le Barbare,. Robert E. Howard a vécu la majeure partie de sa vie à Cross Plains et s'y est suicidé le 11 juin 1936.

## Principales routes
- Texas State Route 36 (SH 36)
- Texas State Route 206 (SH 206)
- Texas State Route 279 (SH 279)
- Farm to Market Road 374 (FM 374)
- Farm to Market Road 880 (FM 880)